# Municipio de Steuben (Illinois)
El municipio de Steuben (en inglés: Steuben Township) es un municipio ubicado en el condado de Marshall en el estado estadounidense de Illinois. En el año 2010 tenía una población de 1163 habitantes y una densidad poblacional de 14,25 personas por km².

## Geografía
El municipio de Steuben se encuentra ubicado en las coordenadas 41°1′13″N 89°29′2″O / 41.02028, -89.48389. Según la Oficina del Censo de los Estados Unidos, el municipio tiene una superficie total de 81.62 km², de la cual 74,72 km² corresponden a tierra firme y (8,45 %) 6,9 km² es agua.

## Demografía
Según el censo de 2010, había 1163 personas residiendo en el municipio de Steuben. La densidad de población era de 14,25 hab./km². De los 1163 habitantes, el municipio de Steuben estaba compuesto por el 98,37 % blancos, el 0,69 % eran afroamericanos, el 0,09 % eran asiáticos, el 0,09 % eran de otras razas y el 0,77 % eran de una mezcla de razas. Del total de la población el 1,63 % eran hispanos o latinos de cualquier raza.